# 安田七奈
安田 七奈（やすだ なな、1991年〈平成3年〉7月2日 - ）は、日本の元グラビアモデル、元レースクイーン。東京都出身。愛称は「なーちゃ」。イー・スマイル所属。

## 略歴
2012年頃からイベントコンパニオンとして活動を始め、2015年、SUPER GT「LEON RACING LADY」のメンバーとしてレースクイーン活動を開始。
2016年1月、ネットアージュからイー・スマイルに事務所を移籍。同年と2017年・2018年の3年連続で、アップガレージ「ドリフトエンジェルス」のメンバーを務める。歴代のドリエンとしては日野礼香（2012 - 2014年）に並ぶ在任期間となった。この間2017年に「Rainbow〜なないろ〜」、2018年に「ななづくし」といったソロイメージビデオをリリースしている。
2019年からは、SUPER GT500クラス・LEXUS TEAM WedsSport BANDOH「WedsSport Racing Gals」として活動。だがこの年のシーズン途中、相方だった葉加瀬りょうが一身上の都合でRQ活動を辞退したため、同年9月のオートポリス戦から2020年2月7日に久保田杏奈ととももともも（現：桃戸もも）が就任するまでは安田のみとなっていた。また新型コロナウイルス感染拡大に伴うレース日程の変更もあってか、コスチュームの公式なお披露目がRQ発表から4か月後のYouTubeチャンネル内と、ファンを焦らすような演出も見られた。
WedsのRQ3年目となった2021年は、雑誌「Daytona」2021年9月号 Vol.356にて見開き2ページの特集記事が掲載。「週刊アサヒ芸能」表紙&グラビア掲載コンテストにおいて一位を獲得し、週刊アサヒ芸能 2021年9月9日号の表紙を飾った。
2022年1月15日、東京オートサロン2022（幕張メッセ）内で発表された『MediBang 日本レースクイーン大賞2021』で大賞受賞者5名の中に入り、東京中日スポーツ賞も受賞する。Wedsのレースクイーンが大賞受賞者に入ったのは、2016年の藤木由貴以来5年ぶりとなった。同年2月24日、霧島聖子・宮本りおと共に引き続きWeds Sportのレースクイーンを務めることを発表。メンバー3人が2年連続となったのはWeds史上初、また安田にとっては歴代最多の4年連続在任となった。
2023年1月の東京オートサロン2023をもって4年間務めたWedsのRQを卒業し、同年2月10日、事務所の後輩に当たる青山あいりと共に「ENEOS GIRLS」としてTGR TEAM ENEOS ROOKIEのレースクイーンを務めることを発表。満32歳でのENEOS GIRLSは歴代最年長記録であった。同年には同じく事務所の後輩に当たる花乃衣美優と共に、スーパー耐久「Audi Team Hitotsuyama」のレースクイーンも務めていた。
2024年1月12日の東京オートサロン2024において、7年ぶりにTEAM UPGRAGEに「HONEYS」メンバーとして復帰。2024年シーズンをもってレースクイーンを引退することも発表した。そして翌2025年1月12日の東京オートサロン2025・アップガレージブースにおいて「なーちゃ卒業式」と題した企画が行われ、これをもって10年間のRQ活動にピリオドを打った。
2025年2月1日、撮影会で水着を着るのが最後だということを明かし、グラビアモデルからは卒業となった。

## 人物・エピソード
- 趣味は、旅行、英会話、カラオケ。好きな食べ物はオムライス[1]。得意な料理は豚汁[1]。
- かつて所属していたネットアージュには佐野真彩[注 2]が所属していて、Wedsのレースクイーンを務めていた佐野に憧れて2016年度のWedsのオーディションを受けていた[7]が、藤木由貴と河瀬杏美・小山桃[PR 4]にその座を奪われ落選[7]。だが3年後に現事務所の同僚だった小山から引き継ぎその夢を叶える結果となった[7][10]。ちなみに佐野は2019年にWeds Sport BANDOHアンバサダーを務めており[PR 5][動画 3]、イベントで安田と共演[9]。先述の日本レースクイーン大賞2021表彰式では、「まぁやん（佐野）と同じステージに立てるなんて夢のようです」と涙ながらに感謝を述べている[動画 2]。
- ドリエンに入ろうとしたきっかけは、初めて東京オートサロンに参加した際、撮影タイムをしていたドリエンを見て興味を持ったとのこと[19]。2016年度のドリエンメンバーだった近藤みやびとは2017年のK-1ラウンドガールでも共働する[20]等、今でも仲が良い[動画 2]。
- 同じ事務所の森園れんと仲が良く[21]、2017年のスーパーフォーミュラでは、森園と交互で「B-MAX Girls」を務めた[22]。
- デビュー当時はDカップだったが[23]2022年現在はEカップとなっている。

## 活動

### レースクイーン
| 年     | カテゴリー           | チーム名                                   | 他メンバー                       |
| ------ | -------------------- | ------------------------------------------ | -------------------------------- |
| 2015年 | SUPER GT             | LEON RACING LADY                           | 秋山なお、坂本くるみ、八鍬有紗   |
| 2016年 | SUPER GT             | アップガレージ「ドリフトエンジェルス」     | 近藤みやび、斉藤絢女、瀬野ユリエ |
| 2016年 | スーパーフォーミュラ | KONDO Racing「raffinee lady」              | 瀬野ユリエ、西村いちか           |
| 2016年 | スーパー耐久         | ARN RACING「ARN GIRLS」                    | 泉えな、鈴木あかり、松原杞沙     |
| 2017年 | SUPER GT             | アップガレージ「ドリフトエンジェルス」     | 神尾美月、村上麻莉奈、横田りか   |
| 2017年 | スーパーフォーミュラ | B-MAX Racing Team「B-MAX Girls」           | 森園れん                         |
| 2017年 | スーパー耐久         | ARN RACING「ARN GIRLS」                    | 松原杞沙                         |
| 2018年 | SUPER GT             | アップガレージ「ドリフトエンジェルス」     | 織田真実那、永原芽衣、横田りか   |
| 2019年 | SUPER GT             | LEXUS TEAM WedsSport BANDOH                | 葉加瀬りょう                     |
| 2019年 | スーパー耐久         | バースレーシングプロジェクト               | 小川舞、竹本ちえ                 |
| 2020年 | SUPER GT             | TGR TEAM WedsSport BANDOH                  | 久保田杏奈、とももともも         |
| 2020年 | スーパー耐久         | Mercedes-AMG Team HIRIX                    | 結城みい                         |
| 2021年 | SUPER GT             | TGR WedsSport BANDOH                       | 霧島聖子、宮本りお               |
| 2021年 | スーパー耐久         | MEGA LiFe Girls                            | 結城みい、太田麻美               |
| 2022年 | SUPER GT             | TGR WedsSport BANDOH                       | 霧島聖子、宮本りお               |
| 2022年 | スーパー耐久         | Grid Motorsport 「Plexus&CATACLEAN Girls」 | 太田麻美、結城みい、五十嵐希     |
| 2023年 | SUPER GT             | TGR TEAM ENEOS ROOKIE 「ENEOS GIRLS」      | 青山あいり                       |
| 2023年 | スーパー耐久         | Audi Team Hitotsuyama レースクイーン       | 花乃衣美優                       |
| 2024年 | SUPER GT             | TEAM UPGARAGE「HONEYS」                    | 阿比留あんな、前田星奈           |

### イメージガール等
- チャンピオンプラグイメージガール「チャンピオンガールズ」（2016年）[注 3]
- 2016年レッドブル・エアレース・ワールドシリーズ 千葉（2016年6月4日 - 5日、幕張海浜公園）
エアレースクイーンとしてピート・マクロード（No.84 チーム・マクロード）のチームガールを務める[29]。
- ボートレース鳴門「SG 第21回オーシャンカップ」キャンペーンガール（2016年7月13日 - 18日、鳴門競艇場）[30]
- グラドル育成アプリ「グラドルコレクション」イメージガール“GracoRex”（2017年 - 2018年4月23日）[31]
- K-1 WORLD GP「K-1ガールズ」（2017年）[注 4]
- ボートレース芦屋「第31回レディースチャンピオン」キャンペーンガール（2017年8月1日 - 6日、芦屋競艇場）[32]
- バンコク・インターナショナル・オートサロン（2018年7月4日 - 8日、インパクト・ムアントーンターニー） - 石黒エレナと共演[33]
- ボートレース芦屋「GI全日本王座決定戦」キャンペーンガール（2019年10月31日 - 11月5日、芦屋競艇場）[34]
- 東京オートサロン クアラルンプール2023（2023年6月9日 - 11日、マレーシア国際貿易展示場）- イメージガール「J-girls」[注 5]

## 作品

### シングル
ドリフトエンジェルス
- ありがとう、届け!（2016年4月13日） - EAN 4580327581384。
- Stand Up!（2017年4月12日） - EAN 4580327581407。
- Winning Girl（2018年4月18日） - EAN 4580327581421。

### 映像作品
- Rainbow〜なないろ〜（2017年9月22日／イーネット・フロンティア）[36]
- ななづくし（2018年7月20日／竹書房）[37]
- おとなーちゃ（2022年1月22日／スパイスビジュアル）

### 写真集
- あなたいろ（2020年8月29日、日労研、撮影：久住文高、編集：丸山優美、企画：クイーンズメモリアル製作委員会）ISBN 978-4931562516

## 出演

### テレビ
- 志村&鶴瓶のあぶない交遊録2019（2019年1月2日、テレビ朝日） - カーリング役[38]
- ニノさん（2019年2月10日、日本テレビ） - 星野奏・空陸海ゆきなと共にゲスト出演[39]
- 真夜中のおバカ騒ぎ!（2020年5月 - 、チバテレ、TOKYO MX）

### ラジオ
- 北野誠のトコトン投資やりまっせ。（2022年4月 - 9月、ラジオNIKKEI） - 霧島聖子と共にアシスタント出演[40][41]

### イベント
| イベント名         | 出演年                 | 出演ブース                   |
| ------------------ | ---------------------- | ---------------------------- |
| 東京オートサロン   | 2015年・2016年         | GOODYEAR                     |
| 東京オートサロン   | 2017年・2018年・2019年 | アップガレージ               |
| 東京オートサロン   | 2020年・2023年         | Weds Sport                   |
| 東京ゲームショウ   | 2016年                 | カプコン                     |
| 東京ゲームショウ   | 2017年・2019年         | シリアルゲームズ             |
| ニコニコ超会議     | 2015年                 | 1st PLACE「IA/VT」           |
| ニコニコ超会議     | 2016年                 | SANYO2018年：SANYO           |
| 東京モーターショー | 2015年                 | TOYOTAブース受付コンパニオン |
| 東京モーターショー | 2017年                 | MAHLEブースコンパニオン      |